# توموكو إيكوتا
توموكو إيكوتا (باليابانية: 生田智子؛ بالكانا: いくた ともこ) هي مؤدية صوت وممثلة يابانية، ولدت في 13 فبراير 1967 في إيتاباشي في اليابان.

## وصلات خارجية
- توموكو إيكوتا على موقع IMDb (الإنجليزية)